# Societat acèfala

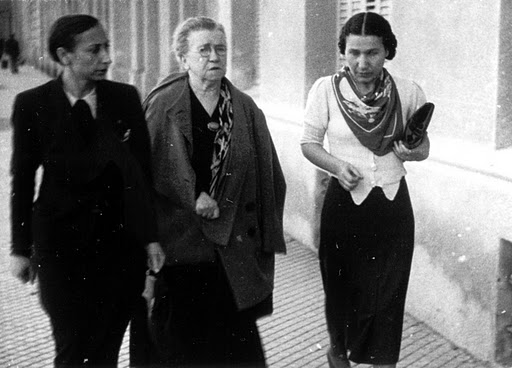
Existien societats acèfales als territoris catalanoparlants abans d'imposar-se la dictadura franquista.

Una societat acèfala és una societat que no té líders o jerarquies polítiques. Tals grups es coneixen també com societats igualitàries, no estratificades o bandes. Prenen decisions mitjançant consens en comptes de nomenar caps o reis permanents. Típicament són societats menudes. És possible considerar com acèfales les societats anarquistes i soci-llibertàries modernes que han abolit la desigualtat social.
Amb relació a l'aportació de Hobbes a les disputes filosòfiques sobre la necessitat d'una autoritat per a la supervivència d'una societat qualsevol s'ha demostrat empíricament amb les investigacions antropològiques que la tesi de Hobbes estava equivocada. De fet durant un llarg temps (uns 30.000 anys) en la Prehistòria s'ha viscut sense caps suprems ni estat. La majoria de societats de caçadors/recol·lectors són acèfales.
Són considerades dins l'escala de complexitat política com les més senzilles.

## Etimologia
El mot "acèfal" prové del grec, "sense cap".

## Característiques

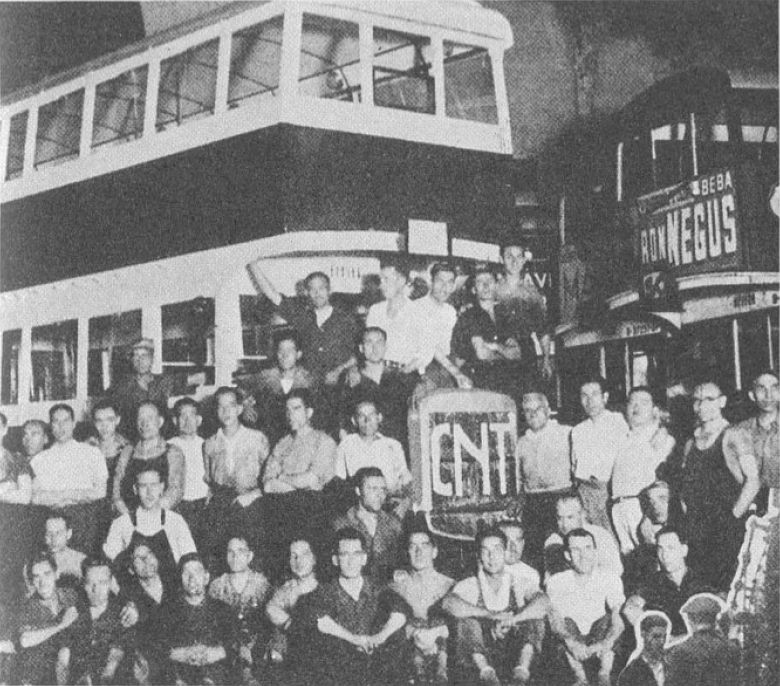
El col·lectiu General Autobus Company funcionava de manera acèfala, fabricant autobusos a Barcelona fins al franquisme.

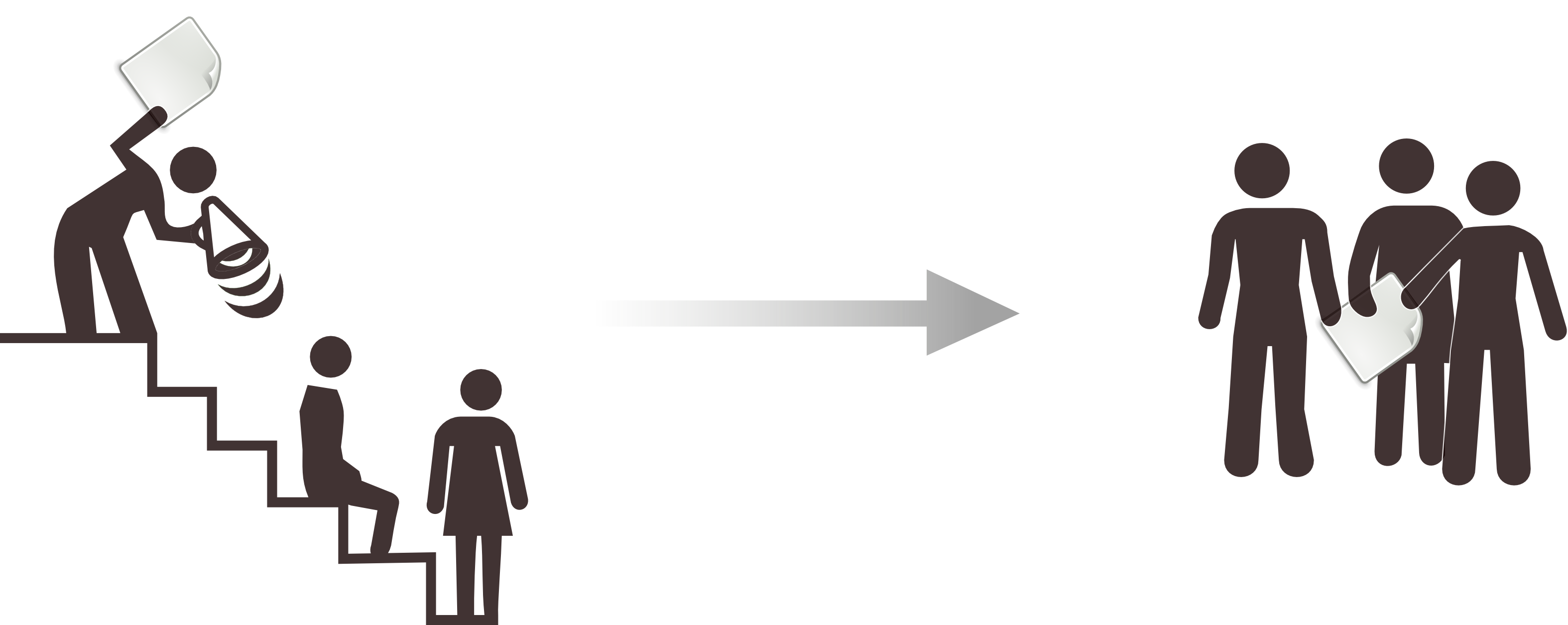
Sistema jeràrquic o vertical front a un sistema acèfal

Durant el segle xx els antropòlegs i etnòlegs documentaren detalladament societats d'aquest tipus entre grups caçadors-recol·lectors. Algunes característiques típiques eren:
- Nombre de població reduïda d'unes 50 persones per banda o 150 per aldea on tothom es coneix de manera íntima.[4]
- Ambient on els recursos necessaris (aliments) tenen disponibilitat atzarosa, cosa que provoca que la generositat en aconseguir recursos siga repartida equitativament i sense esperar res a canvi.[4]
- El poder i l'estatus social es basava àmpliament en la tradició i en obligacions normatives, en alguns casos una espècie d'assemblea d'ancians tenia poders deliberatius amplis i en altres casos una assemblea del poble.[9][10]
- Mitjà de control social representat pel llinatge i els costums. Amb aquest control social tenien un alt grau de seguretat personal.[11]
- Moltes tenien una clara separació entre poder (habilitat d'influir a voluntat sobre els esdeveniments) i autoritat (dret reconegut de manar).[9]
- Són dèbils davant una amenaça externa poderosa.[9][12]
- La manera de mantindre la integritat territorial i cultural i la justícia era mitjançant les organitzacions familiars allargades, la crida al comportament amistós i amb un sistema de comprovacions i equilibris a tots els nivells de la comunitat.[9]
- Hi havia pocs interessos egoistes a causa que l'individu es trobava molt unit a la comunitat i el manteniment d'un concepte de responsabilitat col·lectiva.[13]
- Els membres ancians de la banda són considerats experimentats i com a consellers.[14]
- La violència letal intraespècie és un 10% superior a la mitjana històrica en aquestes societats.[15]
- Solen tindre recursos econòmics en propietats col·lectives i els objectes personals (com armes, roba, adornaments i recipients) com a propietat personal.[16]
- El lideratge sol córrer a compte d'un capitost que no té poder i, per tant, poques vegades dona ordres directes i no pot exigir obediència. En el cas dels esquimals el capitost sol ser qui millor caça, malgrat que soles són considerades en especial atenció les seues opinions relacionades amb la caça. En el cas dels !kung de san, aquests capitostos es limiten a persuadir.[17]
- En un grau limitat apareixen associacions de camarades.[18]
- Els intercanvis són de caràcter recíproc i redistributiu, no són intercanvis de mercat.[19]
- Tenen una baixa densitat de població i baixos índexs de creixement demogràfic pels alts costos de criança dels nens.[20]
- la guerra és una competició mortal per millorar o mantindre el nivell de vida apropiant-se de recursos naturals.[21] Suposa un control demogràfic, aconseguint una bona salut.[22]

No totes les societats caçadores-recol·lectores són acèfales i viceversa, ja que hi ha alguna societat que practica l'agricultura que també és acèfala.
Les causes de l'estabilitat en el temps d'aquestes societats són mediambientals, no genètiques.

### Administració de justícia
Els esquimals orientals i centrals resolen els conflictes mobilitzant l'opinió pública mitjançant duels de cançons. En aquestes no es defenen la raó de la pròpia posició, sinó que s'insulta a l'oposició i el tribunal aprova més o menys amb les risses. El duel acaba quan un dels litigants es dona per vençut. Altres societats igualitàries jutgen mitjançant xamans oficialment mitjançant l'endevinació o clarividència per a assenyalar al suposat practicant de bruixeria que provoca els problemes i realment mitjançant assenyalant a qui és més sospitós per l'opinió pública. En el sistema de justícia per xamans l'assenyalat sol ser assassinat. Si el xaman sol assenyalar a gent estimada per l'opinió pública sol acabar expulsat o assassinat. També hi ha casos, com als kuikuru, on a més dels xamans-jutges es condemna a l'ostracisme als individus conflictius.
Davant la possibilitat de l'esclafit de venjances de sang entre famílies per un homicidi es prevé transferint per part de la família de l'assassí a la família de l'assassinat de grans quantitats de possessions. Aquesta justícia es notòria a les bandes de pastors, destacant el cas dels nuer.

## Problemes amb la diplomàcia

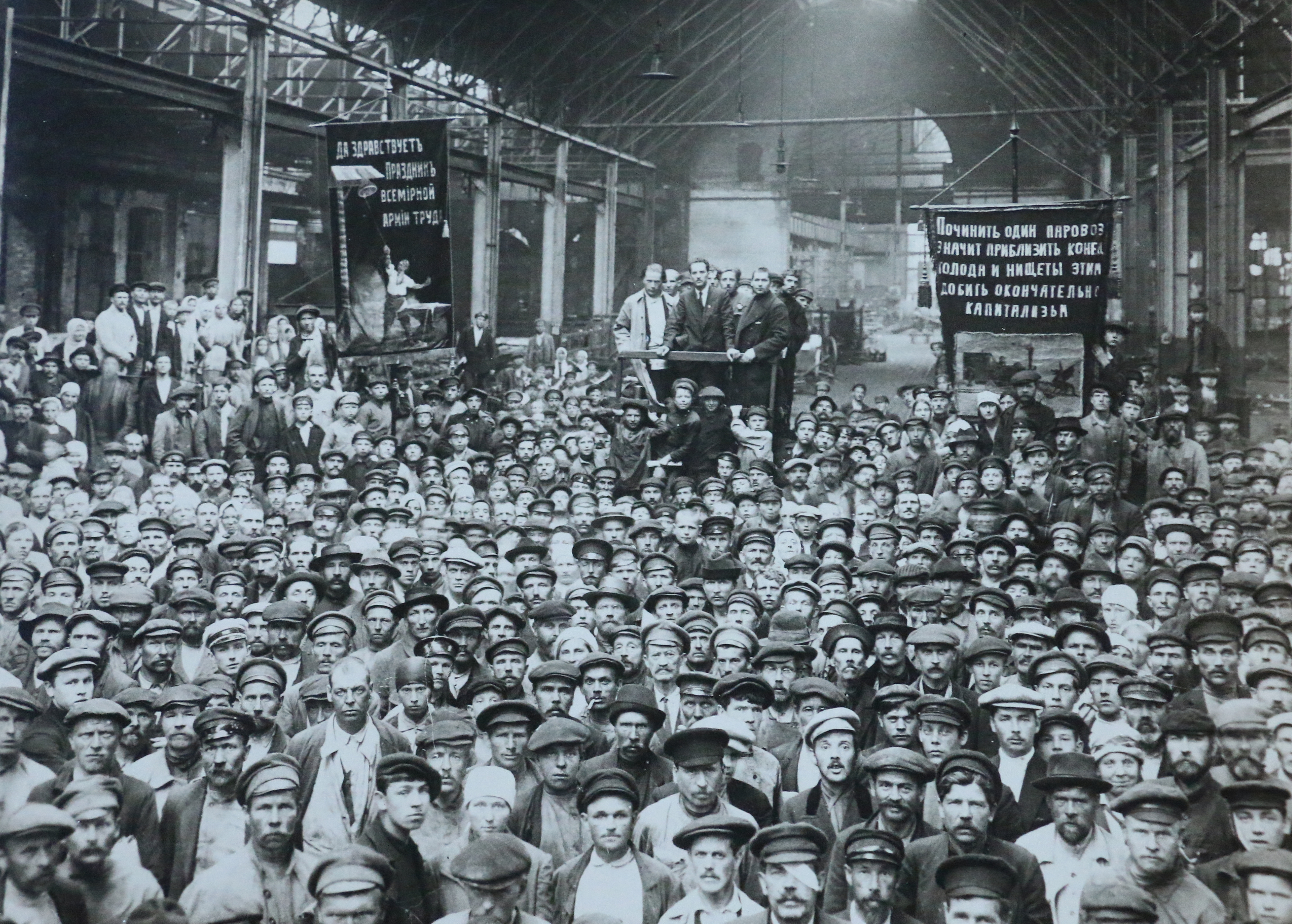
Míting d'un candidat a ser cap en unes eleccions

Al segle xix els països organitzats en estats dirigits per un cap de govern tingueren una gran dificultat per a saber com establir el seu propi tipus de relació diplomàtica, de cap (o autoritat) a cap, amb societats acèfales, a causa de l'absència de cap en aquestes. Els colons tingueren problemes amb açò i els somalis es burlaven dels títols d'autoritat britànics i italians.
Durant els temps moderns aquestes societats junt a les tribus han sigut confinades a viure a llocs poc accessibles i poc atractius per als colons dels estats.

## Exemples

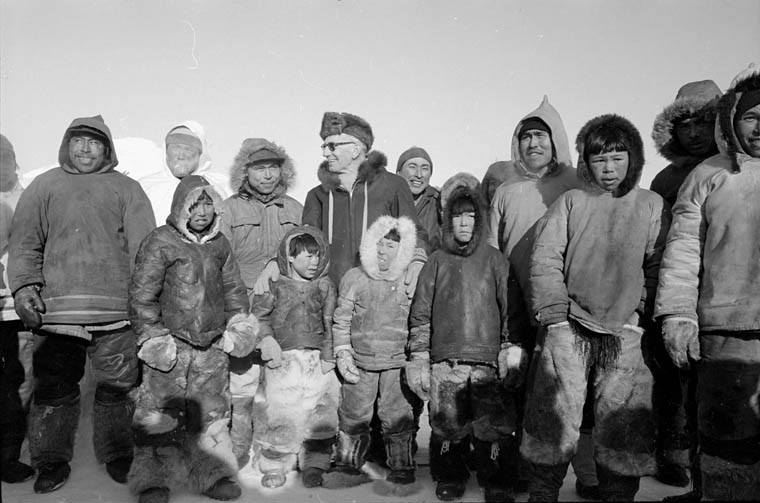
Els inuit

- A Catalunya, Aragó i altres indrets a Espanya hi havia municipis i territoris sencers completament autogestionats i organitzats en societats acèfales al segle xix i durant el primer terç del segle xx, almenys fins a l'inici del cop militar a Espanya de l'any 1936.[1] De fet, per a alguns autors, aquest és el motiu pel qual els caps de govern d'altres Estats, organitzats de manera jeràrquica (tant capitalistes com dictadures comunistes) van preferir que guanyés el bàndol feixista que no que es pogués estendre com a opció la voluntat d'una societat acèfala als seus països.[30]
- Anarcosindicalisme a Catalunya durant la Guerra Civil Espanyola
- Christiania
- Quibuts[cal citació]
- Els habitants d'Adaman
- Els habitants del Golf de Bengala
- Matxiguenga
- Grup humà sud-americà axé
- Grup humà sud-americà sirionó[31]
- Nuer del Sudan del Sud[32][33]
- !Kung o !kung-san o san de l'Àfrica Austral[34][35][31]
- Kapaukus[36]
- Huma o kuma[37]
- Esquimals[35]
- Xoixons[35]
- Igbos[9]
- Tiv[9]
- Somalis[9]
- Semais[38]
- Aborígens australians[11]
- Beduïns[9]
- Les societats proto-austroanèsies[39]
- Kuikuru (indis del Brasil)[40]
- Nambikwara (del Brasil)[41]
- Ianomami[42]